# 南常三島町

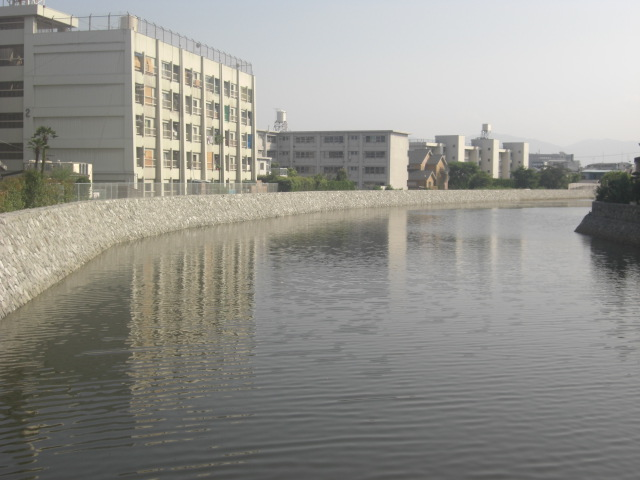
大岡川と南常三島の住宅地（左）

南常三島町（みなみじょうさんじまちょう）は、徳島県徳島市の町名。渭北地区に属している。南常三島町1丁目から南常三島町3丁目まである。郵便番号は〒770-0814。

## 人口
2011年6月。徳島市の調査より。
|       | 世帯数 | 人口 |
| ----- | ------ | ---- |
| 1丁目 | 081    | 200  |
| 2丁目 | 013    | 024  |
| 3丁目 | 119    | 251  |
| 計    | 213    | 475  |

## 地理
徳島市の北東部、中心駅徳島市の北東方、渭北地区の南東端に位置する。
西から1～3丁目。この丁番は、北の中常三島町と北常三島町の1～3丁目と東西の位置が揃っている。
川になかば囲まれた常三島の南部を占める。南では助任川が西から、大岡川が東から流れ、合流する。それぞれ橋で対岸の中徳島町と住吉に通じている。北は中常三島町と、西は助任橋と陸続きである。
1丁目の大半と2丁目の大半が徳島大学で、総合科学部（1丁目）・工学部（2丁目）や、学生会館・図書館・運動場（北常三島の総合運動場とは別）などがある。文教地区であるため、学生アパートも多い。
西端近くを国道11号が南北に走り、さらに西で助任橋通りに面する。

### 地形
- 河川：大岡川・助任川

## 歴史
常三島の名の由来でもある美濃出身で蜂須賀家政に仕えた武市常三（生年不明 - 1593年）が、家政から助任川北岸一帯を与えられた。常三の家臣の桑村八蔵が川を泳ぎ渡り、岸に生えていた高い竹に旗印をつけて帰った。この地には常三やその家臣が移り住み、武家の町となった。
江戸初期には、舩入堀川が大岡川右岸（西岸）に南東から合流していた。舩入堀川と興源寺川本流に囲まれた地域（現 2～3丁目）は安宅・安宅島と呼ばれ、水軍を司った安宅氏の屋敷や基地があった。しかしこれらは寛永年間（1624年～1645年）に南東の（現）安宅に移された。
安宅跡にできた、現徳島大学東縁を南北に伸びる通り（現 2・3丁目境）は、古安宅丁と呼ばれた。大学北縁を東西に伸びる通りは中ノ丁、南縁の大岡川沿いの通りは築出シ丁、工学部と総合科学部の間を南北に通る通り（現 1・3丁目境）は伊勢ノ丁、現助任橋通り（現 1丁目東端）は熊野丁、子安宅丁の東を南北に伸びる通り（現 3丁目）は東ノ丁と呼ばれた。熊野丁は熊野神社に由来するが、神明社（現 中常三島町）に合社された。
1874年、徳島城西の丸跡（藩校「長久館」跡）に開設された徳島師範学校（現 徳島大学総合科学部）が、1897年、現1丁目へ移った。1922年、徳島高等工業学校（現 徳島大学工学部）が現2丁目へ移った。1949年、徳島大学が開学し、これらはその一部となった。徳島師範学校は最初は学芸学部、1966年に教育学部となったが、県内鳴門市に鳴門教育大学が開学したことで廃止され、1986年、総合科学部となった。
明治期からは、常三島全体が常三島村、のちに常三島町だったが、1942年、南北に3分され、南部（西端部を除く）が南常三島町となった。

## 施設
- 徳島大学常三島キャンパス（総合運動場を除く）
  - 総合科学部・学生会館・運動場 など - 1丁目
  - 工学部・付属図書館 など - 2丁目
- 金融機関
  - 四国銀行渭北支店
- マンション
  - グランヴィア常三島(賃貸、1996年1月竣工、77戸) - 1丁目
  - クレアホームズ南常三島 ザ・レジデンス(分譲、2020年8月竣工、32戸) - 1丁目
- レストラン
  - ガスト徳島大学前店
- 商業施設
  - キリン堂助任橋店
  - 快活CLUB徳島大学前店

- 徳島大学常三島キャンパスの前身
  - 徳島大学工業短期大学部
  - 徳島高等工業学校 - 現 工学部
  - 徳島師範学校 - 現 総合科学部

## 交通

### 道路
- 一般国道
  - 国道11号（吉野川バイパス） - 1丁目を南北に貫く。南は徳島町・中徳島町境、北は助任橋・中常三島町境となる。

### バス
- 徳島バス・徳島市営バス
  - 徳島大学前 - 1・2丁目。
  - 南常三島 - 3丁目。

### 橋
- 助任新橋 - 1丁目から助任川を越え中徳島町へ。
- 神明橋 - 3丁目から大岡川を越え住吉へ。